# Doma Ótdikha Kuban
Doma Ótdikha Kuban - Дома Отдыха «Кубань» (rus) és un possiólok del krai de Krasnodar, a Rússia. Es troba als vessants meridionals de l'extrem oest del Caucas occidental, a la vora nord-oriental de la mar Negra. És a 17 km al nord-oest de Tuapsé i a 94 km al sud de Krasnodar.
Pertany al possiólok de Novomikhàilovski.